# Umm al-Izam (Al-Hasaka)
Umm al-Izam – wieś w Syrii, w muhafazie Al-Hasaka. W 2004 roku liczyła 688 mieszkańców.